# Johannes Diderik van der Waals
Johannes Diderik van der Waals (pronunție neerlandeză:  /joːˈɦɑnəs ˈdidəˌrɪk vɑn dər ʋaːls/; n. 23 noiembrie 1837, Leiden, Olanda de Sud, Țările de Jos – d. 8 martie 1923, Amsterdam, Țările de Jos) a fost un fizician neerlandez, laureat al Premiului Nobel pentru Fizică în anul 1910 pentru munca sa în domeniul ecuației stării gazelor și lichidelor.
Conceptul de forță van der Waals îi poartă numele.